# Sara Ugarte
Sara de Ugarte Quiroga de  Salamanca (Cochabamba, Bolivia, 1866–Ibidem, 23 de noviembre de 1925) fue una poeta boliviana, recordada por su filantropía, por haberse casado con el que fue presidente de la República de Bolivia, Daniel Salamanca Urey, y por haber impulsado la construcción del monumento a las Heroínas de la Coronilla en su ciudad natal.

## Biografía

### Primeros años
Sara de Ugarte nació en Cochabamba en 1866. Fue descendiente de una familia de noble linaje su padre fue Guillermo de Ugarte Santivañez y su madre Antonia Quiroga Guzmán, así mismo, su hermano fue el poeta Natalio de Ugarte, quien compartió con ella la afición por la escritura. Sara estudió en el Liceo 14 de Septiembre en su ciudad natal. Dicen que durante su niñez y adolescencia, se caracterizó por su altruismo. Cuando era aún pequeña, se desató la Guerra del Pacífico que enfrentó a Bolivia, Chile y Perú. Sara trabajó con esfuerzo para ayudar a los heridos de esa contienda. 
"Venciendo escrúpulos y cuidados de familia, la gentil niña Sara de Ugarte presentábase solícita en aquellas casas de caridad, prestando auxilios a los pacientes, con una entereza y actitud varonil, extrañas a su tierna edad (trece años) y condición." 
Cuentan también que vendió su colección de muñecas para contribuir a la acuñación de una medalla de oro para el Cabo Juan Gallardo (cochabambino, nacido en Quillacollo) quien, como tantos otros, volvió a su ciudad en la indigencia después de la derrota en Chile.
La filantropía de Sara fue ampliamente comentada y alabada en la sociedad de aquel entonces. Es famosa su frase: "Dichoso siglo en el que el deber es una virtud". 
Uno de los primeros ensayos líricos de Sara de Ugarte fue "La huérfana" y lo recitó con éxito en el Teatro Achá de su ciudad natal, en una función de caridad.

### Vida adulta
Escribió el ensayo lírico La Huérfana en cuartetos endecasílabos y lo recitó con éxito en el Teatro Achá de su ciudad natal, en una función de caridad. Según el intelectual tarijeño de aquella época O'Connor d'Arlach:
"Esta sola composición basta para cimentar la fama literaria de la dulce y tierna poetisa cochabambina cuyas cadenciosas estrofas son tan aplaudidas y cuyo nombre ocupará un distinguido lugar en el Parnaso Boliviano". 

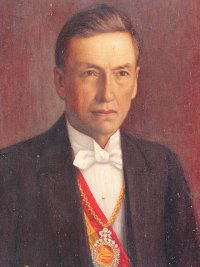
Daniel Salamanca

Escribió también bajo el pseudónimo de Clora; para quienes no sabían su identidad, se trataba de una "inteligente discípula de SOLEDAD" (Soledad era el pseudónimo de la también poeta cochabambina Adela Zamudio, considerada la escritora más importante de la historia boliviana). Son recordadas su obras Fantasía y Colón así como sus himnos y canciones patrióticas. Produjo también un texto crítico de la obra Lourdes de Émile Zola en el que defiende al catolicismo. Este ensayo se publicó en la Revista Católica, un espacio académico en el que todos los colaboradores eran hombres excepto Sara, quien se limitaba a firmar sólo con sus iniciales.
Es también autora de un estudio histórico y sociológico que habla sobre la Guerra del Pacífico. Igualmente, incursionó en la pintura, habiendo expuesto su obra Una caridad en la Exposición de 1890. Fue fundadora y directora del periódico femenino Nueva Aurora, en Cochabamba.
En 1893 se casó con Daniel Salamanca Urey, quien dos años después (en 1895) iniciaría su carrera política al ser elegido diputado por Cochabamba y quien en marzo de 1931 se convertiría en Presidente de la República, coincidiendo su mandato con la Guerra del Chaco. Tuvo 6 hijos, Hernan Salamanca Ugarte, Alberto Salamanca Ugarte, Rafael Salamanca Ugarte, Laura Salamanca Ugarte, Leonor Salamanca Ugarte y Raquel Salamanca Ugarte.

### Monumento a las Heroínas de la Coronilla

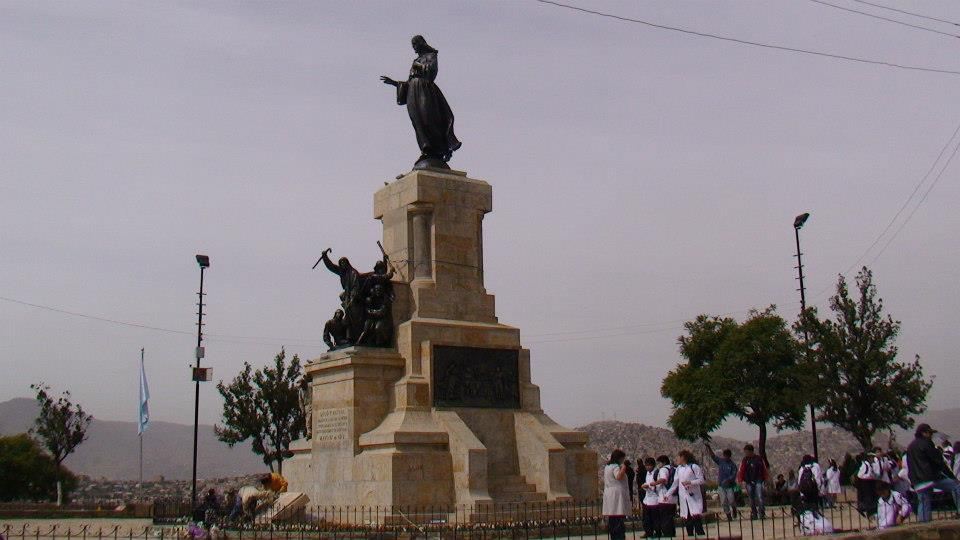
Monumento a las Heroínas de la Coronilla, en la cima de la colina de San Sebastián. Cochabamba, Bolivia.

Sara de Ugarte fundó y dirigió la Sociedad Patriótica "27 de Mayo" (precursora del actual Comité Cívico Femenino), y luchó para que se creara un monumento a las Heroínas de la Coronilla, quienes combatieron en contra de los ejércitos realistas durante la Guerra de la Independencia Boliviana. Gracias a la intervención de Sara de Ugarte se creó el monumento en la cima de la colina de San Sebastián, en cuyas faldas se libró la batalla. Al proponer la ubicación del monumento, se creó una gran polémica: los notables cochabambinos no estaban de acuerdo en que el monumento se emplazara en ese lugar, dado que estaría rodeado de vendedores, verduleras y artesanos. Sara de Ugarte, en cambió, rescató la procedencia popular de las heroínas y defendió dicha ubicación.
En 1926, un año después de la muerte de Sara, el presidente Hernando Siles concedió que el monumento se construyera en la cima de la colina de San Sebastián. Los festejos duraron tres días e incluyeron la inauguración del mercado 25 de Mayo, para alegría de los sectores populares, quienes contaban con un nuevo espacio para el comercio y habían sido representados en el monumento.

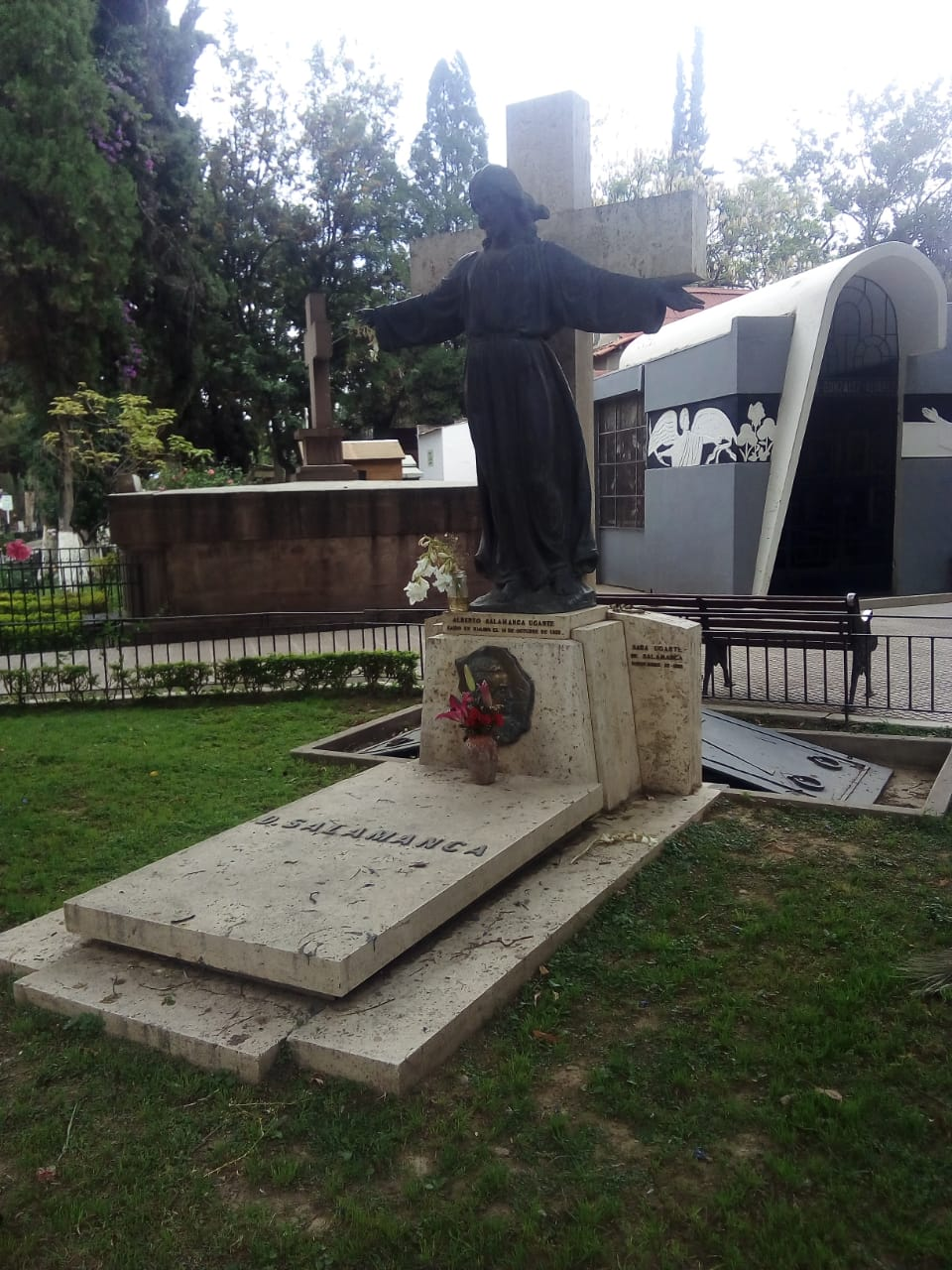
Su tumba se encuentra en el cementerio general de Cochabamba, junto a la tumba de su esposo el presidente Daniel Salamanca.